# Retzstadt
Retzstadt er en kommune i Landkreis Main-Spessart i regierungsbezirk Unterfranken i den tyske delstat Bayern. Den er en del af Verwaltungsgemeinschaft Zellingen.
I år 2000 var Retzstadt som "Teledorf Retzstadt" et af de 19 eksterne bayerske projekter under Expo 2000. Retzstadt var modelby for udnyttelse af informations- og kommunikationsteknologien til udvikling i landområder.

## Geografi
Retzstadt ligger i en sidedal til floden Main ved floden Retz.